# Karel Albert
Karel Albert (Anvers, 16 d'abril, 1901 - Liedekerke (Brabant Flamenc), 23 de maig, 1987), va ser un compositor belga, conegut sobretot per la seva música per al teatre.

## Biografia
Albert va néixer a Anvers i va estudiar inicialment al "Royal Conservatoire" d'Anvers, i més tard particularment amb Marinus De Jong. De 1924 a 1933 va treballar com a assessor musical i director del "Vlaamsche Volkstooneel", per després convertir-se en assistent de direcció a la secció flamenca del Servei Nacional de Radiodifusió de Bèlgica (NIR), Brussel·les, càrrec que va ocupar fins a la seva jubilació, el 1961. Després d'aquest any va treballar com a crític musical per al setmanari "Het toneel", i va centrar la seva atenció en la composició. Va ser conegut sobretot per la música escènica que va compondre per al "Vlaams Volkstoneel" i el "Théâtre du Marais" de Brussel·les.

## Estil
La música anterior d'Albert, gran part de la qual va ser escrita amb el pseudònim "K. Victors", era propera a l'estil expressionista d'Arnold Schoenberg, tot i que Albert preferia el terme "constructivista", referint-se a la seva obra com a "música que s'esforçava per ser música pura", línies que representen ni més ni menys que un valor plàstic. Aquestes "construccions", destinades a la realització d'un "art comunitari", van començar a aparèixer ja l'any 1922, encara que el més característic pertanyen al període de 1926 a 1937. Durant la dècada de 1940 va evolucionar gradualment cap a un estil més tradicional i neoclàssic. L'última fase de la seva composició va estar marcada per un gir cap a l'atonalitat i el serialisme. Albert va començar a explorar la tècnica dodecafònica en el segon moviment del seu Quintet per a flauta, oboè i trio de corda (1954), i va intensificar aquesta tendència en el Tema i variacions per a piano (1955), Tercera Sonata per a piano (1956), i Bloeiende lotus (1956), formant finalment una obra completa en una fila de dotze tons amb l'obra orquestral De nacht (1956), seguida de la Suite per a orquestra (1958) i una successió de peces i cançons de música de cambra.